# Goran Bogdanowiḱ
Goran Bogdanowiḱ (mac. Горан Богдановиќ, ur. 9 czerwca 1990 w Skopju) – macedoński piłkarz grający na pozycji obrońcy.

## Kariera klubowa
Karierę rozpoczął w 2008 w Rabotniczkim Skopje. W 2009 przeniósł się do innego zespołu ze stolicy Macedonii, Metałurga. W lutym 2010 był testowany przez Lechię Gdańsk, ale ostatecznie pozostał w Metalurgu. W czerwcu 2011 wrócił do Rabotničkiego, a w lipcu 2012 trafił do Serbii, gdzie podpisał trzyletni kontrakt z FK Rad. Latem 2014 został zawodnikiem Teteksu Tetowo.

## Kariera reprezentacyjna
Od 2009 grał w reprezentacji Macedonii do lat 21, w której był kapitanem. Grał w tej drużynie do 2012.